# میکال روزمیس
میکال روزمیس (انگلیسی: Michał Rozmys؛ زادهٔ ۱۳ مارس ۱۹۹۵) ورزشکار دو و میدانی اهل لهستان است. وی در مسابقات دو و میدانی ۱۵۰۰ متر در مسابقات قهرمانی زیر ۲۳ سال اروپا در سال ۲۰۱۷ صاحب یک مدال برنز شد. همچنین در رقابتهای یونیورسیاد در تابستان ۲۰۱۹ مدال برنز کسب کرد.
وی در مسابقات کشوری و بین‌المللی در مجموع برندهٔ ۳ مدال طلا و ۱ مدال برنز شده‌است.